# ウェスティンホテル大阪
- マリオット・インターナショナル > ウェスティン・ホテルズ&リゾーツ > ウェスティンホテル大阪
- 新梅田シティ > ウェスティンホテル大阪

ウェスティンホテル大阪（ウェスティンホテルおおさか、英: The Westin Osaka）は、大阪市北区大淀中一丁目にあるホテル。マリオット・インターナショナル傘下のホテルブランド「ウェスティンホテル」の一つ。運営はテェルウィンコーポレーション。梅田スカイビルとともに新梅田シティを構成する。

## 特徴
アメリカ合衆国で最も伝統あるホテルチェーン「ウェスティンホテル&リゾート」の日本第1号として、1993年6月3日にオープン。客室数はスイートルームを含め304室。ヨーロピアンクラシック調で統一され、標準タイプで41平方メートル、最高級のインペリアルスイートは320平方メートルの広さがある。26階から30階はエグゼクティブフロア「ウェスティン エグゼクティブ クラブ」となっており、26階に「ウェスティン エグゼクティブ クラブラウンジ」が設けられている。プラチナエリート以上のマリオット会員はクラブラウンジを利用できる。5つのレストラン&ラウンジバー、フィットネスクラブ&リラクゼーションサロンも有する。

## 設備
- アマデウス - オールデイダイニング
- 故宮 - 中国料理
- はなの - 日本料理
- ロビーラウンジ
- ブルーバー など

※フランス料理レストランとして営業していた「ステラマリス」は現在、宴会場となっている。

## アクセス
- 鉄道
  - JR大阪駅から徒歩7分
  - 阪急大阪梅田駅から徒歩9分
  - Osaka Metro御堂筋線梅田駅から徒歩9分
- バス
  - 大阪駅から無料シャトルバス運行
  - 関西国際空港へのリムジンバスが運行されている。

## 不祥事・事件

### 民事再生法適用申請問題
当時「ウェスティンホテル大阪」を経営する「アオキ・アーバン・デベロップメント」（同市北区、安冨國詞社長）は2003年6月24日、東京地裁に民事再生法の適用を申請、保全処分決定を受けた。負債総額は約315億円で同ホテルは営業を続けながら支援先の選定を進めた。同社は1989年に設立。93年に同ホテルをオープンし営業を続けていたが当時の親会社だった青木建設が2001年に民事再生法を申請、経営破たんしたことで同建設からの債権回収が困難となったことや周辺ホテルとの競合で利用客が減少し資金繰りが悪化していた。アオキ・アーバン・デベロップメントの2002年の売上高は61億円、経常損失は7億5000万円。債権者は約620人であった。

### 残業代未払い問題
2013年3月、従業員に残業代などを支払っていなかったとして、大阪労働局天満労働基準監督署は、労働基準法違反の疑いで、同ホテルを運営するテェルウィンコーポレーション（安冨國詞社長）と、同社取締役でもある同ホテルの男性総支配人を大阪地検に書類送検した。総支配人は容疑を認めているという。
送検容疑は、2012年2月16日から同年3月15日にかけ、同ホテルの従業員計21人に残業や時間外労働に対する割増賃金など計約101万円を支払わなかったとしている。関係者によると、従業員の中には月129時間を超える残業をさせられていたにもかかわらず、固定給と定額手当しか支払われていなかったという。
同署は2012年8月、内部告発を受け、同社本社などを家宅捜索していた。同社は過去にも従業員への残業代不払いなどをめぐって3回の行政指導を受けており、同署は再三の指導に従っておらず、同社が組織的にサービス残業させていたと判断した。